# 大川恒星
大川 恒星（おおかわ こうじ、1987年 - ）は、日本の弁護士。弁護士法人淀屋橋・山上合同所属。
人事労務案件を得意とするが、医療過誤案件、証券取引紛争案件（訴訟・あっせん手続等）、知財案件等の多種多様な案件に取り組んでいる。

## 略歴
2006年に灘高等学校を卒業。2011年に京都大学法学部を卒業。2013年には同大学法科大学院を修了。
2013年の司法試験に合格後、2014年12月に司法修習修了後、弁護士法人淀屋橋・山上合同に入所。
2020年5月にはUCLA School of lawを卒業。2021年7月にはニューヨーク州弁護士登録。
2020年11月から翌年7月まではインドネシアのジャカルタでAdnan Kelana Haryanto & Hermanto（AKHH）法律事務所にて研修。帰国後、パートナー弁護士に就任。